# Fróði Benjaminsen
Fróði Benjaminsen (Toftir, 14 febbraio 1977) è un ex calciatore faroese, di ruolo centrocampista.

## Carriera

### Nazionale
Con la nazionale faroese è il primatista di presenze.

## Palmarès

### Club

#### Competizioni nazionali
Campionato faroese: 1 
B36 Tórshavn: 2005

#### Competizioni internazionali
- Atlantic Cup: 1

B36 Tórshavn: 2006